# Arada Kamala
Arada Kamala fue el primer guía espiritual que buscó Buda Gautama cuando abandonó su casa. 
Arada le enseñó que el ego o "atman" era eterno y que se reencarnaba a través de los tiempos en diversos cuerpos materiales, pero que uno mismo podía llegar a librarlo de la existencia material si se atenía a una serie de preceptos. Aparentemente el Buda no quedó demasiado impresionado con las enseñanzas de Arada, razón por la cual lo abandonó y siguió buscando otros maestros.